# Anders Chydenius
Anders Chydenius (26. února 1729 – 1. února 1803) byl švédsko-finský filozof klasického liberalismu, luteránský pastor a člen švédského Riksdagu.
Chydenius se narodil ve finském Sotkamu a po studiích u Pehra Kalma na Královské akademii v Åbo se stal duchovním a osvícenským filozofem. V letech 1765–66 byl církevním členem švédského stavovského sněmu Riksdagu, v němž jeho strana Čepice prosadila první švédský zákon o svobodě tisku, vedle zákonů Velké Británie a Spojených provincií nejliberálnější na světě. Vehementně se stavěl proti extrémní politice merkantilismu, kterou po desetiletí prosazovala dříve vládnoucí strana Klobouky. Později byl donucen odejít na odpočinek pro svou kritiku radikální deregulační politiky vlády Čepic a jejích sociálních a politických důsledků.
Po převratu Gustava III. v roce 1772, který na další století znamenal konec parlamentní vlády, se Chydenius krátce vrátil na výsluní a pracoval na prosazení občanských svobod a ekonomické svobody jako součástí Gustavova osvíceného absolutismu. Přispěl tak ke zrušení mučení při výslechu, omezení trestu smrti a k legalizaci židovské a katolické migrace do Švédska. Nakonec královo stále autokratičtější pojetí vlády přivedlo Chydenia znovu do nemilosti, takže se stáhl do Ostrobothnie, kde zemřel ve věku 73 let.
Chydenius byl i v mezinárodním měřítku jedním z prvních průkopníků ekonomického liberalismu, svobody vyznání, svobody slova a svobody migrace. Sepsal brožuru o neviditelné ruce trhu již deset let před vydáním Bohatství národů. Byl tak jedním z prvních významných filozofů liberalismu.